# Space Laces
Pour les articles homonymes, voir Slider et Laces (homonymie).
 (avril 2024).
La mise en forme du texte ne suit pas les recommandations de Wikipédia : il faut le « wikifier ».
Les points d'amélioration suivants sont les cas les plus fréquents. Le détail des points à revoir est peut-être précisé sur la page de discussion.
- Les titres sont pré-formatés par le logiciel. Ils ne sont ni en capitales, ni en gras.
- Le texte ne doit pas être écrit en capitales (les noms de famille non plus), ni en gras, ni en italique, ni en « petit »…
- Le gras n'est utilisé que pour surligner le titre de l'article dans l'introduction, une seule fois.
- L'italique est rarement utilisé : mots en langue étrangère, titres d'œuvres, noms de bateaux, etc.
- Les citations ne sont pas en italique mais en corps de texte normal. Elles sont entourées par des guillemets français : « et ».
- Les listes à puces sont à éviter, des paragraphes rédigés étant largement préférés. Les tableaux sont à réserver à la présentation de données structurées (résultats, etc.).
- Les appels de note de bas de page (petits chiffres en exposant, introduits par l'outil «  Source ») sont à placer entre la fin de phrase et le point final[comme ça].
- Les liens internes (vers d'autres articles de Wikipédia) sont à choisir avec parcimonie. Créez des liens vers des articles approfondissant le sujet. Les termes génériques sans rapport avec le sujet sont à éviter, ainsi que les répétitions de liens vers un même terme.
- Les liens externes sont à placer uniquement dans une section « Liens externes », à la fin de l'article. Ces liens sont à choisir avec parcimonie suivant les règles définies. Si un lien sert de source à l'article, son insertion dans le texte est à faire par les notes de bas de page.
- La présentation des références doit suivre les conventions bibliographiques. Il est recommandé d'utiliser les modèles {{Ouvrage}}, {{Chapitre}}, {{Article}}, {{Lien web}} et/ou {{Bibliographie}}. Le mode d'édition visuel peut mettre en forme automatiquement les références.
- Insérer une infobox (cadre d'informations à droite) n'est pas obligatoire pour parachever la mise en page.

Pour une aide détaillée, merci de consulter Aide:Wikification.
Si vous pensez que ces points ont été résolus, vous pouvez retirer ce bandeau et améliorer la mise en forme d'un autre article.
Space Laces, de son vrai nom Ian Slider, est un DJ et producteur de musique américain basé à Louisville. Il produit de la bass music, principalement du dubstep. Il a notamment collaboré avec Excision, Downlink, Getter, Snails ou encore Svdden Death.

## Biographie
Ian Slider commence à produire de la musique en 2006 qu'il publie directement sur le site Newgrounds sous le pseudonyme cornandbeans (en français maïsetharicots), et ce jusqu'en 2013.
En 2010, il commence à parallèlement produire et publier de la musique sous son pseudonyme actuel, Space Laces, principalement du dubstep mais aussi de la house et de l'electro. Il garde en partie l'identité humoristique de cornandbeans, avec par exemple l'utilisation régulière de mèmes dans ses productions. Il exploite parfois des discours comme des samples, comme par exemple ceux de Carl Sagan.
En 2011, il gagne de l'attention sur SoundCloud avec son premier titre Deep Space. Dans le même temps, il commence un nouveau projet parallèle nommé Shelter où il produit de l'ambient. Le dernier titre de ce projet est publié sur SoundCloud en 2013.
En 2012, il perd toutes ses productions musicales à la suite du crash de son disque dur.
En 2013, il rejoint Excision et Downlink sur le projet Destroid où il contribue sur plusieurs titres. Cette collaboration avec Excision, alors à ce moment-là artiste majeur de la scène, le fait grandement gagner en popularité.
En 2016, il signe sur le label britannique Never Say Die Records, l'un des labels dubstep les plus importants.
Il publie la série de mixes Vaultage, des courtes compilations de titres pas encore sortis, et ce en plus des EP et singles habituels d'un artiste musical.
En 2023, il crée le trio Masterhand aux côtés d'Eptic et de Svdden Death, ainsi qu'Hivemind avec Kayzo (en) et Must Die!.

## Discographie

### EP
- Overdrive (2018)
- Overdrive Remixes (2019)
- High Vaultage (2022)

### Mixtapes
- Vaultage 001 (2018)
- Vaultage 002 (2019)
- Vaultage 003 (2021)